# Li Siyuan
Li Siyuan (chiń. 李嗣源; pinyin Lǐ Sìyuán) – cesarz chiński z Późniejszej dynastii Tang sprawujący swe rządy od 926 do 933 roku. 

## Życie
Li Siyuan urodził się w 867 roku. Jego kariera od początku związana była z wojskiem Li Keyonga, któremu towarzyszył w licznych kampaniach często wyróżniając się w toku walk. W końcu został zaadoptowany przez Li Keyonga, który choć służył chińskiej dynastii Tang, był Turkiem Shatuo. Po upadku swoich chlebodawców Li Keyong założył państwo Jin, które rywalizowało o dziedzictwo dynastii Tang między innymi z Późniejszą dynastią Liang. Jego syn Li Cunxu przy pomocy władcy Kitanów Yelü Abaoji ostatecznie pokonał swoich przeciwników co pozwoliło mu w 923 roku zdobyć władzę nad północnymi Chinami i założyć Późniejszą dynastię Tang (zwaną tak gdyż Li Cunxu obejmując rządy ogłosił restaurację Tang). Li Cunxu rządził jednak zaledwie 3 lata, gdyż w 926 roku zginął w czasie buntu wojskowych. Rządy objął wówczas Li Siyuan jako cesarz Mingzong. 

## Rządy
Za rządów Li Siyuana pogorszeniu uległy stosunki z potężnymi Kitanami. Zgodnie ze zwyczajem po objęciu tronu nowy władca wystosował posła do Yelü Abaoji aby poinformować kitańskiego przywódcę o zmianie rządzącego. Ten jednak czasowo uwięził emisariusza i podjął próbę zajęcia części terenów należących do Późniejszej dynastii Tang. Rywalizacja między Kitanami a Shatuo przybrała na sile i to mimo faktu, iż Yelü Abaoji niedługo potem zmarł. W przyszłości miało to okazać się bezpośrednim powodem upadku Późniejszej dynastii Tang; Shi Jingtang zięć Li Siyuana przy pomocy Kitanów pokonał ostatniego cesarza z tej dynastii i w 937 roku sam objął rządy zakładając Późniejszą dynastię Jin.